# Hechingen Ladies Open
L'Hechingen Ladies Open è un torneo professionistico di tennis giocato su campi in terra rossa. Fa parte dell'ITF Women's Circuit. Si gioca annualmente a Hechingen in Germania.

## Albo d'oro

### Singolare
| Anno       | Campionessa                           | Finalista                             | Punteggio                             |
| ---------- | ------------------------------------- | ------------------------------------- | ------------------------------------- |
| 2025       | Nikola Bartůňková                     | Julia Grabher                         | 7-5, 6–2                              |
| 2024       | Anna Bondar                           | Ekaterina Makarova                    | 6–0, 6–2                              |
| 2023       | Brenda Fruhvirtová                    | Živa Falkner                          | 6–3, 6–1                              |
| 2022       | Lea Bošković                          | Noma Noha Akugue                      | 7–5, 3–6, 6–4                         |
| 2021– 2020 | Annullato per pandemia di coronavirus | Annullato per pandemia di coronavirus | Annullato per pandemia di coronavirus |
| 2019       | Barbara Haas                          | Olga Danilović                        | 6–2, 6–1                              |
| 2018       | Ekaterine Gorgodze                    | Laura Siegemund                       | 6–2, 6–1                              |
| 2017       | Tamara Korpatsch                      | Deborah Chiesa                        | 2–6, 7–6(5), 6–2                      |
| 2016       | Dalila Jakupović                      | Cindy Burger                          | 6–3, 4–6, 7–6(5)                      |
| 2015       | Romina Oprandi                        | Ana Bogdan                            | 6–3, 1–6, 6–2                         |
| 2014       | Carina Witthöft (2)                   | Laura Siegemund                       | 4–6, 6–4, 6–3                         |
| 2013       | Carina Witthöft (1)                   | Laura Thorpe                          | 6–1, 6–4                              |
| 2012       | Maša Zec-Peškiric                     | Mervana Jugić-Salkić                  | 6–0, 6–4                              |
| 2011       | Tatjana Maria                         | Sarah Gronert                         | 6–3, 6–4                              |

### Doppio
| Anno       | Campionesse                                  | Finaliste                              | Punteggio                             |
| ---------- | -------------------------------------------- | -------------------------------------- | ------------------------------------- |
| 2025       | Renáta Jamrichová Elena Pridankina           | Feng Shuo Li Zongyu                    | 6-2, 6-2                              |
| 2024       | Michaela Bayerlová Sofia Shapatava           | Anna Gabric Mia Mack                   | 6–2, 5–7, [10–6]                      |
| 2023       | Alena Fomina-Klotz Lina Gjorcheska (2)       | Ekaterine Gorgodze Katharina Hobgarski | 6–2, 6–4                              |
| 2022       | Irina Chromačëva Diana Shnaider              | Tamara Čurović Chiara Scholl           | 6–2, 6–3                              |
| 2021– 2020 | Annullato per pandemia di coronavirus        | Annullato per pandemia di coronavirus  | Annullato per pandemia di coronavirus |
| 2019       | Cristina Dinu Lina Gjorcheska (1)            | Olga Danilović Georgina García Pérez   | 4–6, 7–5, [10–7]                      |
| 2018       | Polina Monova Chantal Škamlová               | Ksenia Palkina Sofia Shapatava         | 6–4, 6–3                              |
| 2017       | Camilla Rosatello Sofia Shapatava            | Romy Kölzer Lena Rüffer                | 6–2, 6–4                              |
| 2016       | Nicola Geuer Anna Zaja                       | Vivian Heisen Pia König                | 6–3, 6–1                              |
| 2015       | Andrea Gámiz Anastasiya Vasylyeva            | Vivian Heisen Katharina Lehnert        | 4–6, 7–6(4), [10–3]                   |
| 2014       | Elena Bogdan Valeria Solovyeva               | Carolin Daniels Antonia Lottner        | 6–3, 6–1                              |
| 2013       | Barbora Krejčíková Kateřina Siniaková        | Laura-Ioana Andrei Laura Thorpe        | 6–1, 6–4                              |
| 2012       | Mervana Jugić-Salkić Sandra Klemenschits (2) | Natela Dzalamidze Renata Voráčová      | 6–2, 6–3                              |
| 2011       | Sandra Klemenschits (1) Tatjana Maria        | Korina Perkovic Laura Siegemund        | 4–6, 6–2, [10–7]                      |